# إدوارد فرنسيس هوتون
إدوارد فرنسيس هوتون (بالإنجليزية: Edward Francis Hutton)‏ هو خبير مالي أمريكي، ولد في 7 سبتمبر 1875 في مانهاتن في الولايات المتحدة، وتوفي في 11 يوليو 1962 في أولد وستباري في الولايات المتحدة.

## وصلات خارجية
- إدوارد فرنسيس هوتون على موقع إن إن دي بي (الإنجليزية)